# Castello di Torregalli

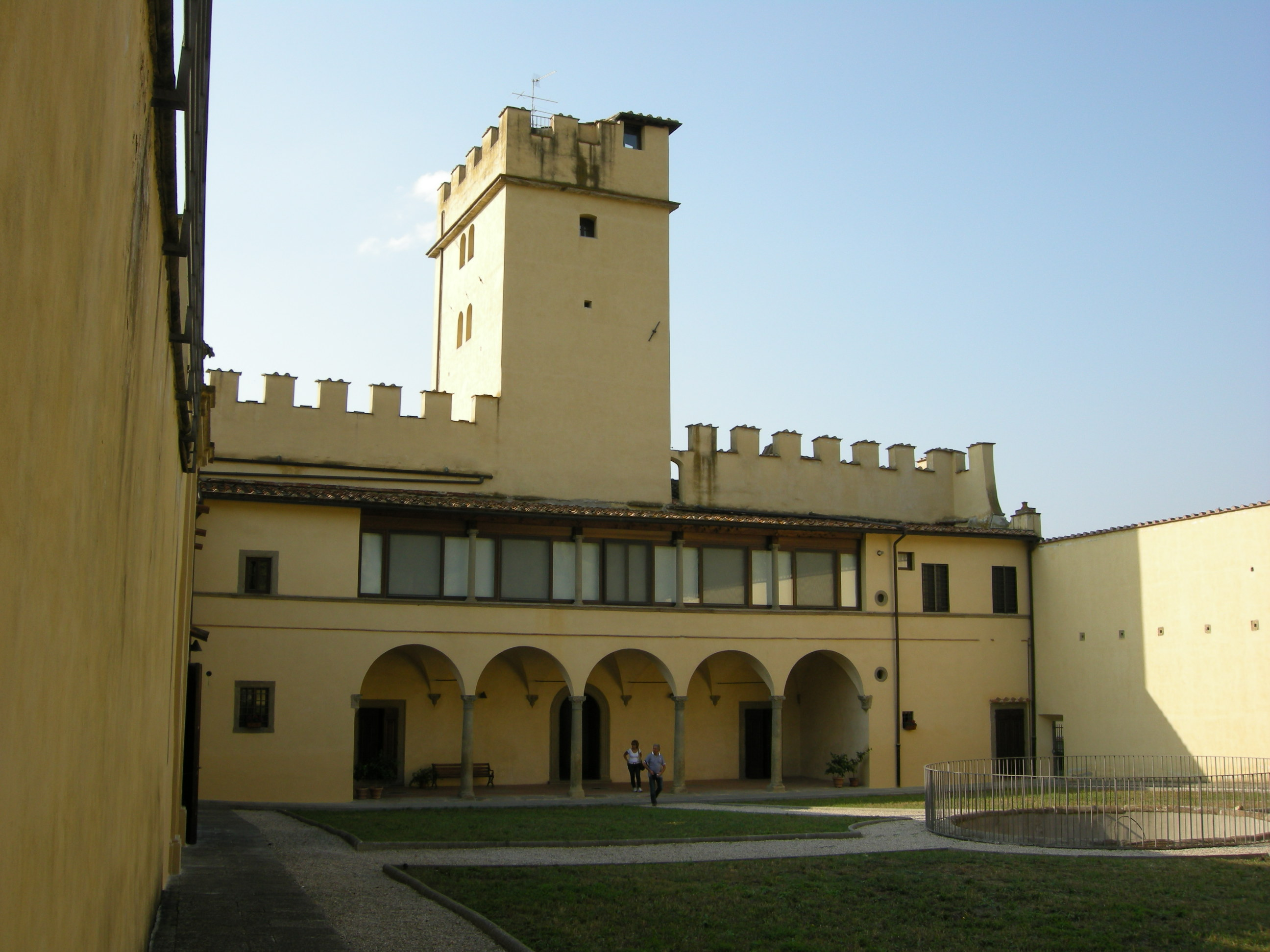
La loggia

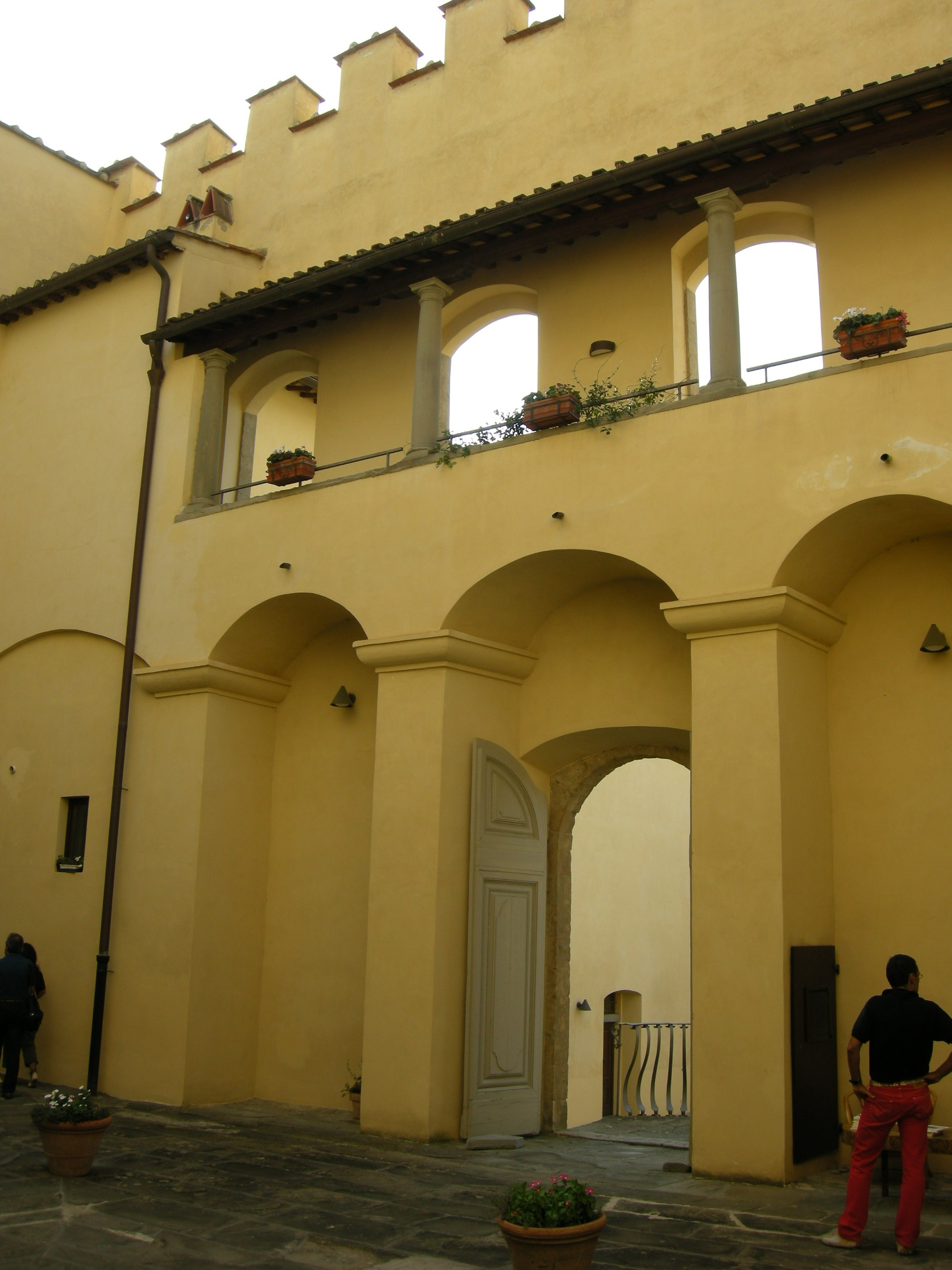
Il ballatoio del primo cortile

Il castello di Torregalli (o villa, scritto anche Torre Galli) si trova a Firenze in via di Scandicci 301, ai piedi della zona collinare tra l'Arno e la Greve, vicino al confine comunale con Scandicci. Dal castello prende nome il vicino Nuovo Ospedale di San Giovanni di Dio detto anche ospedale di Torre Galli.

## Storia e descrizione

### I Nerli
Il castello, detto "Fezzano" o "il Cantone", faceva parte di un sistema fortificazioni nella zona di Soffiano; esso sorgeva ai bordi della antica "Via Maestra Moscianese" (la vecchia via di Scandicci che conduceva in località Mosciano).
Le prime notizie sulla sua esistenza risalgono al catasto del 1427, quando venne dichiarato come un podere con palagio annesso, di proprietà di Francesco di Filippo di Loso de' Nerli, una delle famiglie fiorentine più ricche e influenti dell'epoca. La costruzione originaria era essenzialmente costituita da un blocco di edifici a forma di parallelepipedo da cui spunta tuttora la torre, che un tempo aveva un paramento esterno di pietra a filaretto a vista. Nel corso del XV secolo vennero costruiti altri tre corpi di fabbrica attorno alla torre in modo da ricavare un cortile interno.
Il corpo centrale era coperto da volte a crociera rette da pilastri ottagonali in pietra arenaria, mentre i corpi laterali avevano sale voltate con ingressi indipendenti; il terzo corpo aveva una grande apertura ad arco centrale ed era dotato, al piano superiore, di un ballatoio che collegava gli altri due corpi.
In un secondo momento venne creato, sul lato est, un giardino murato e una loggia rinascimentale composta da cinque campate a tutto sesto con volte a crociera sorrette da peducci e colonne con raffinati capitelli corinzi. Al piano superiore si trovava un'altana, oggi chiusa, con esili colonne che reggevano la travatura del tetto. Questi interventi si conclusero nel 1532, ad opera di Giacomo di Filippo de' Nerli Padovano, sotto cui il castello aveva ormai raggiunto le forme di una villa rinascimentale. Forse il giardino risale all'epoca della costruzione del loggiato, magari con una vasca centrale secondo il gusto dell'epoca, anche se le prime notizie certe sulla sua esistenza risalgono solo al secolo successivo.

### I Galli
Nel 1623 la famiglia vendette il complesso ai conti Matteo e Lorenzo di Agnolo Galli di Prato per 6.711 scudi, i quali diedero all'edificio ed alla zona circostante il nome definitivo di "Torre Galli".  Durante tutto il XVII secolo furono numerosi gli ampliamenti e abbellimenti, a partire dai due nuovi fabbricati sul lato sud presso l'ingresso principale, che formavano una corte più ampia di quella medievale e posta a quota più bassa.
Al terzo decennio del Seicento risalgono gli affreschi nel salone al piano terra di Baccio del Bianco, commissionati da Agnolo di Lorenzo Galli. La decorazione, che comprendeva anche grottesche negli strombi delle finestre, comprendeva nel salone otto cartigli con episodi epico-cavallereschi tratti dalla "tragicommedia" del Pastor fido di Battista Guarini e incentrati sul tema dell'amore ambientato in paesaggi pastorali dell'Arcadia.

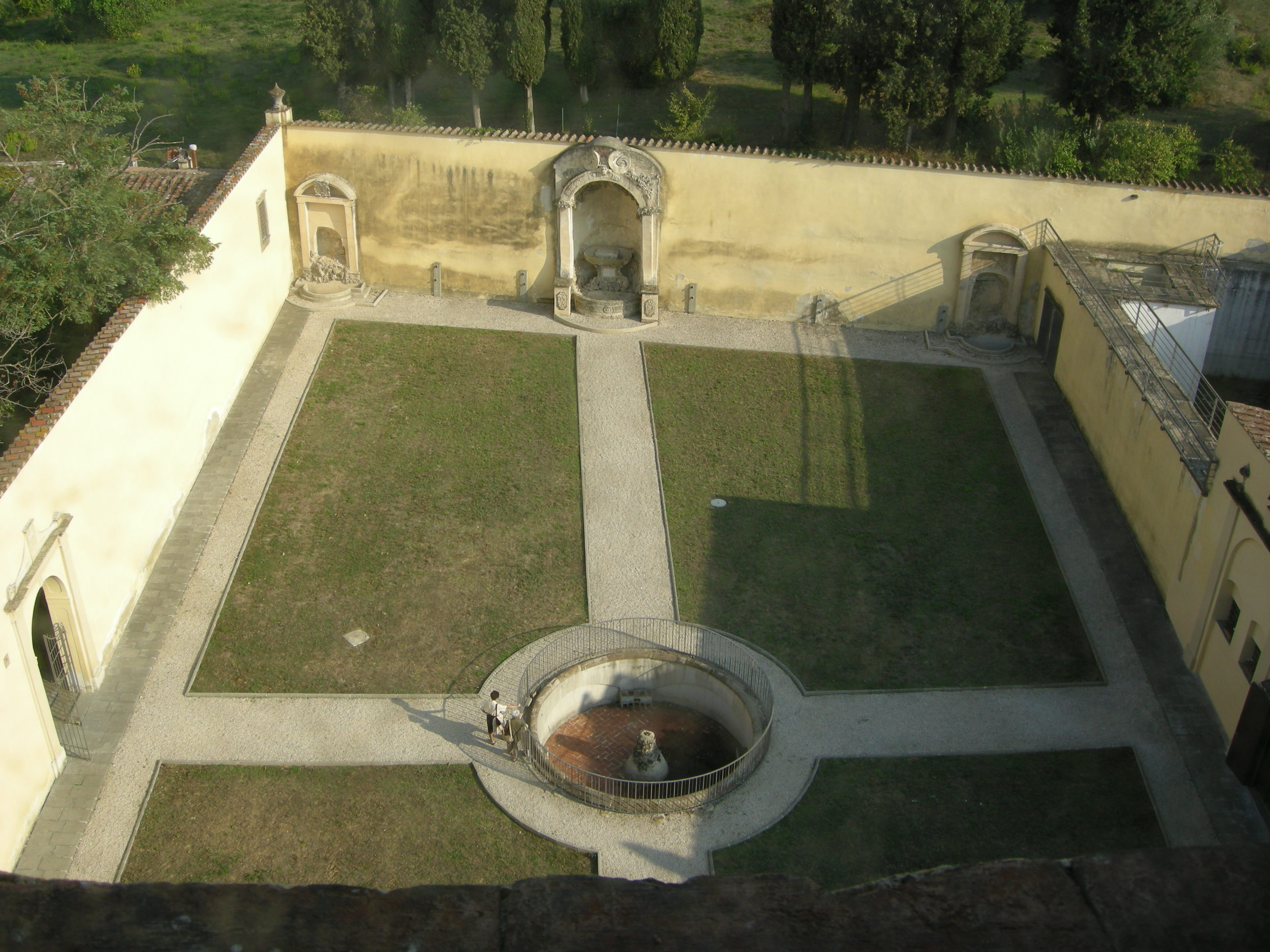
Il giardino

Pochi decenni dopo avviarono i lavori di sistemazione del giardino, con la creazione di tre ninfei sul muro di recinzione opposto al palazzo, in asse coi tre vialetti principali. Una lapide ricorda i lavori del 1686, che compresero anche la creazione di nuove tubature per l'acqua. Due grotte laterali, oggi completamente distrutte, contenevano altrettante statue: un Polifemo e una Galatea o Aci.
In un cabreo del 1714 viene descritto con precisione l'allestimento del giardino, con l'impianto a croce dei vialetti principali, che si incontrano al centro dove si trova una vasca circolare, tuttora esistente, con bordo in mattoni profilato da pietra serena. Il giardino era in asse con le corti interne, fino al viale di accesso con doppio filare di cipressi, che porta alla via di Scandicci. Il parco era dotato di altre zone scomparse: una vigna, un pomario (frutteto), un prato e una ragnaia. Altre differenze sono la disposizione della cappella, che un tempo era unita al lato nord, e la presenza di una seconda torre sull'ingresso, mentre il cortile era più piccolo per la presenza di una doppia recinzione che separava la rampa per accedere agli ambienti superiori. La scalinata ricurva e il portale con cornice bugnata del secondo cortile risalgono al 1764, come l'elegante balaustra in ferro battuto di forma semicircolare con balaustrini curvi a con terminazione a ricciolo.

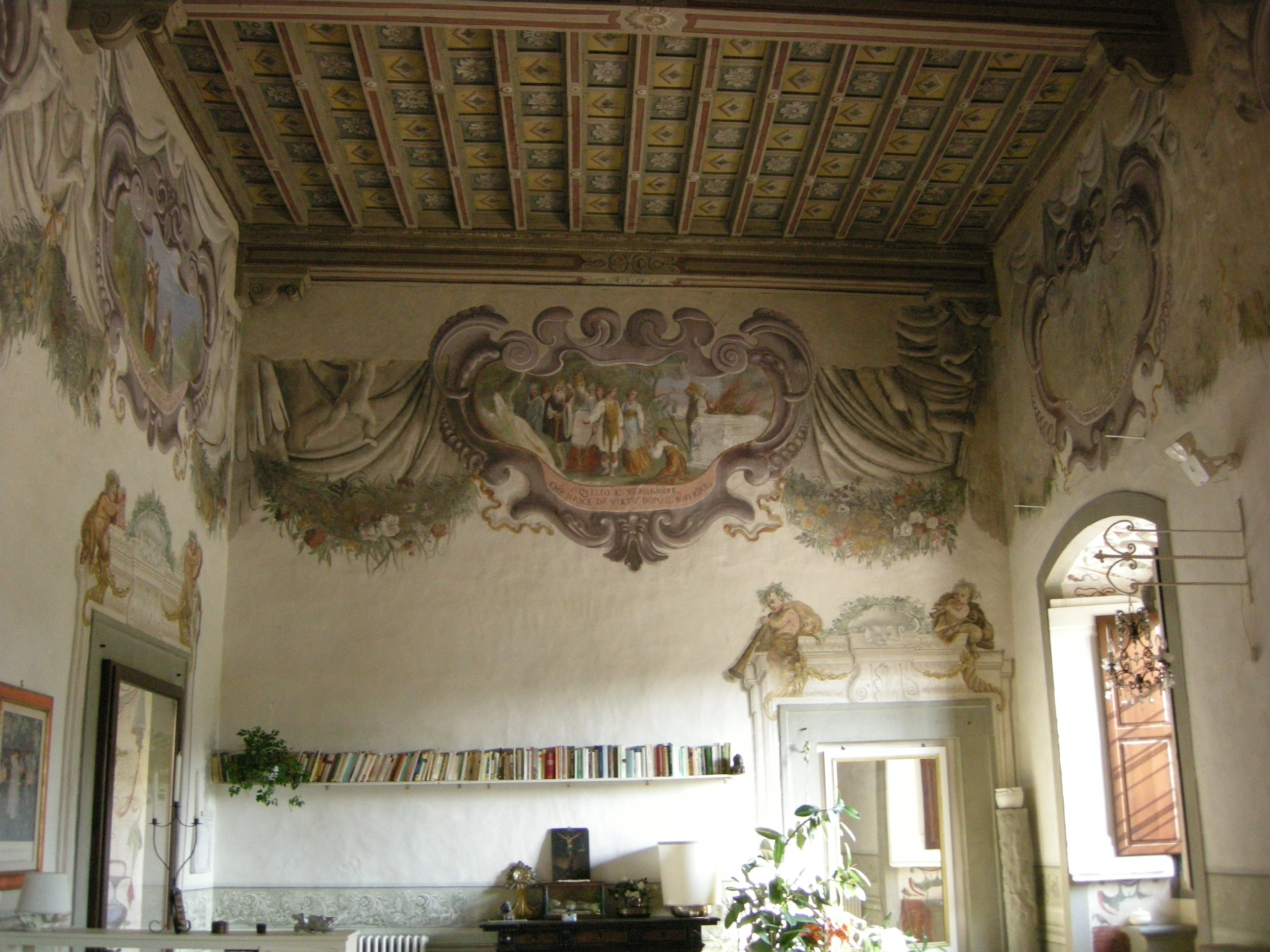
La sala del Pastor Fido

### Il XIX secolo
Nel 1868 la villa passò al conte Paolo Gentile Farinola, che ricostruì la merlatura in stile medievale e una nuova cappella con pianta a croce latina su progetto dell'architetto Luigi del Moro. La muratura esterna è a vista, con archetti pensili a sesto acuto nel sottogronda e un portale cuspidato retto da lesene con capitelli a foglie d'acqua, con l'originale portone il legno chiodato tuttora presente.

### Il XX secolo
Negli anni trenta del Novecento i Farinola vendettero al barone Ritter de Zanohi il complesso, che venne usato come fattoria fino al 1991. Il giardino, fino ad allora quasi inalterato, subì in quel periodo gravi danni, con la costruzione di una serra che distrusse la grotta di sinistra e ostruì il muro di cinta, mentre a destra l'altra grotta vide l'asportazione manuale della statua di Polifemo e le aiuole furono ridisegnate senza alcun criterio perdendo la disposizione originale.
Nel 1991 tutto l'immobile venne dichiarato di interesse storico-artistico e fu sottoposto a vincolo. Lo stesso anno venne acquistato dalla cooperativa Florentia Coop Due che iniziò un capillare lavoro di restauro, terminato di recente. Oggi il complesso è una proprietà condominiale, con il giardino e le sale affrescate visitabili la seconda domenica del mese.
Lensi Orlandi ricorda che durante la Seconda Guerra Mondiale, in questa Villa s’acquartierarono, per ben otto mesi, alcuni soldati afro-americani; infatti, su alcune pareti si conservano dei graffiti dell’epoca: Barber for American P.B.S.

## Galleria d'immagini

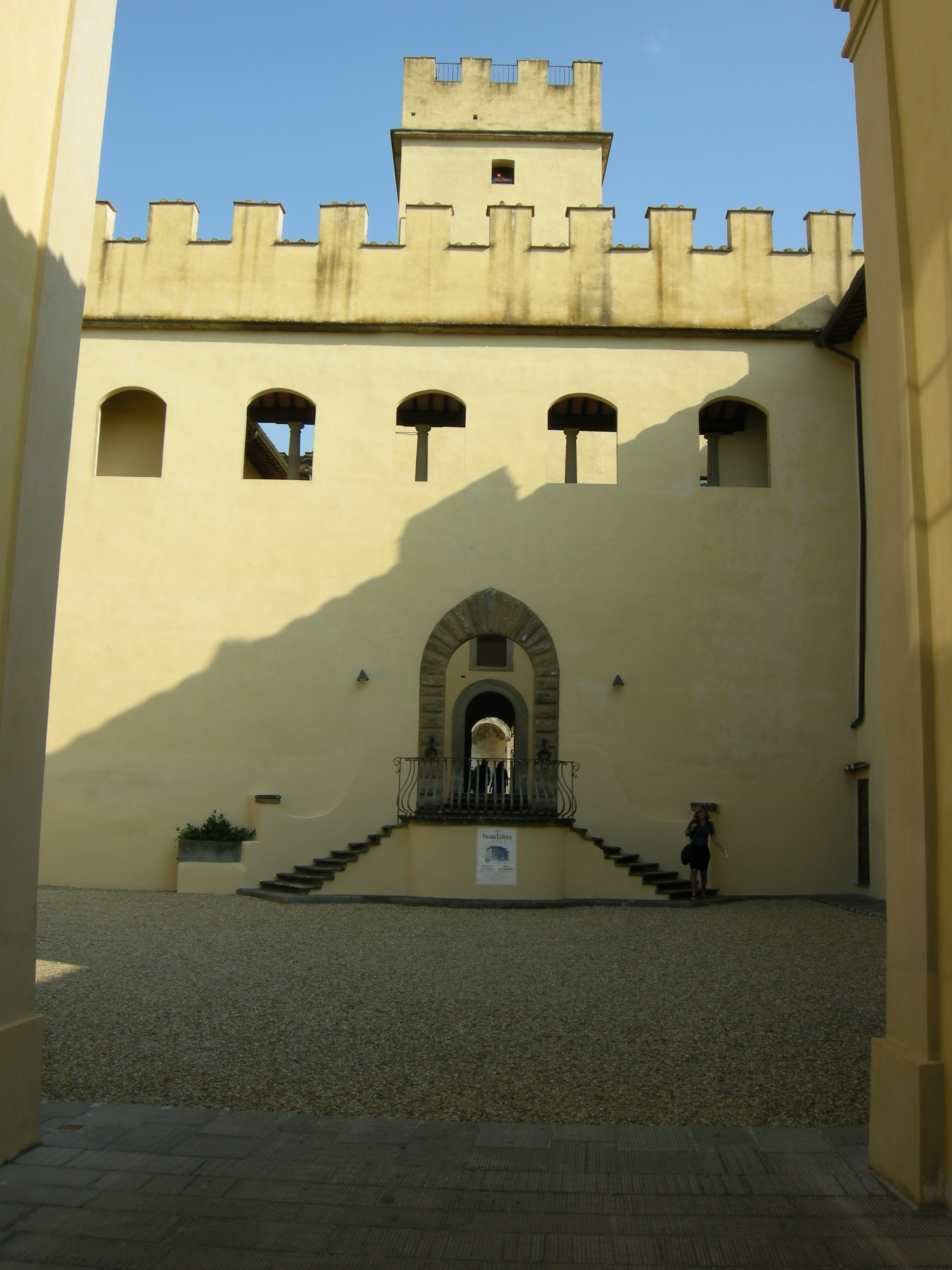
Il primo cortile
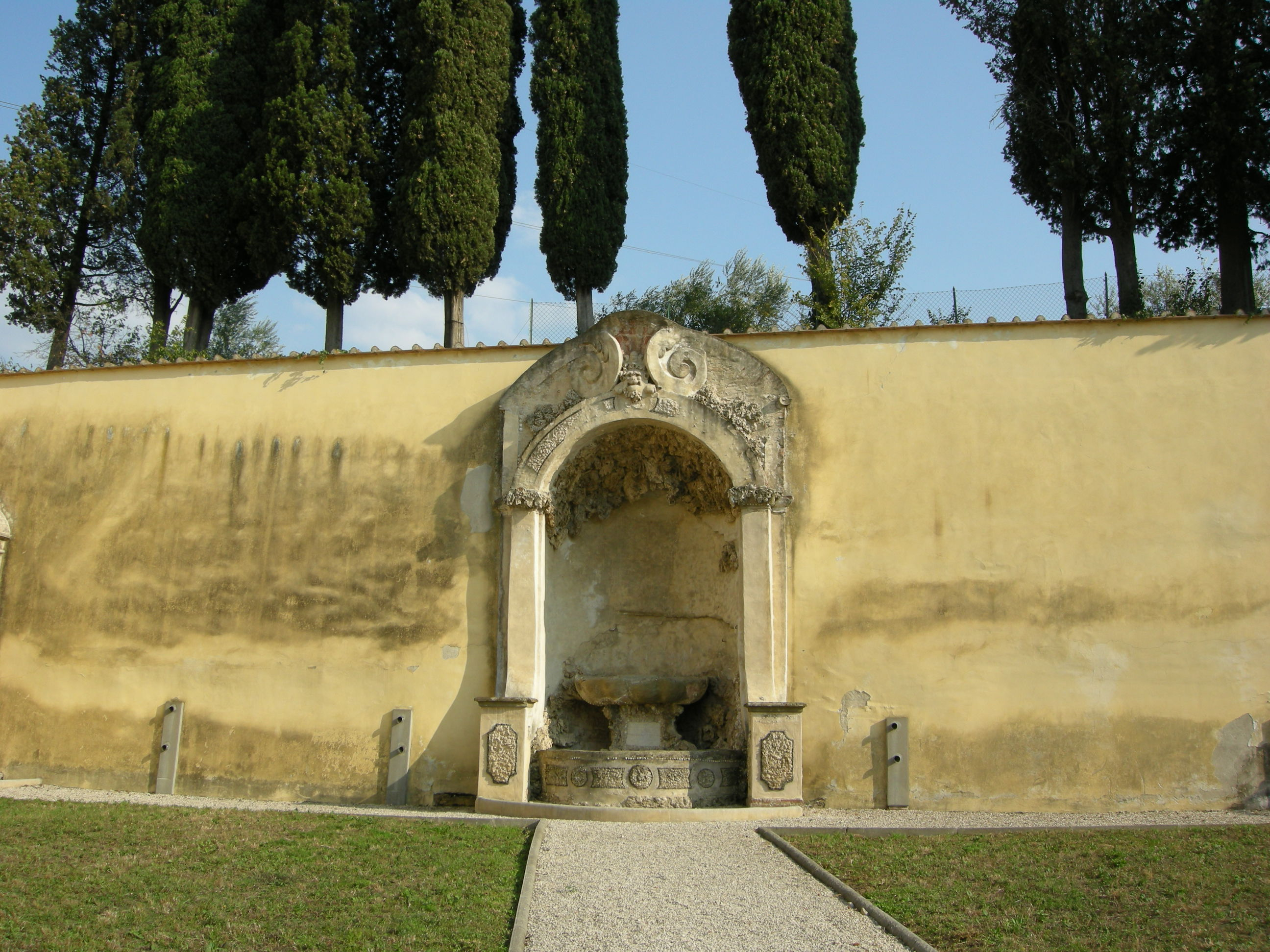
La fontana a muro
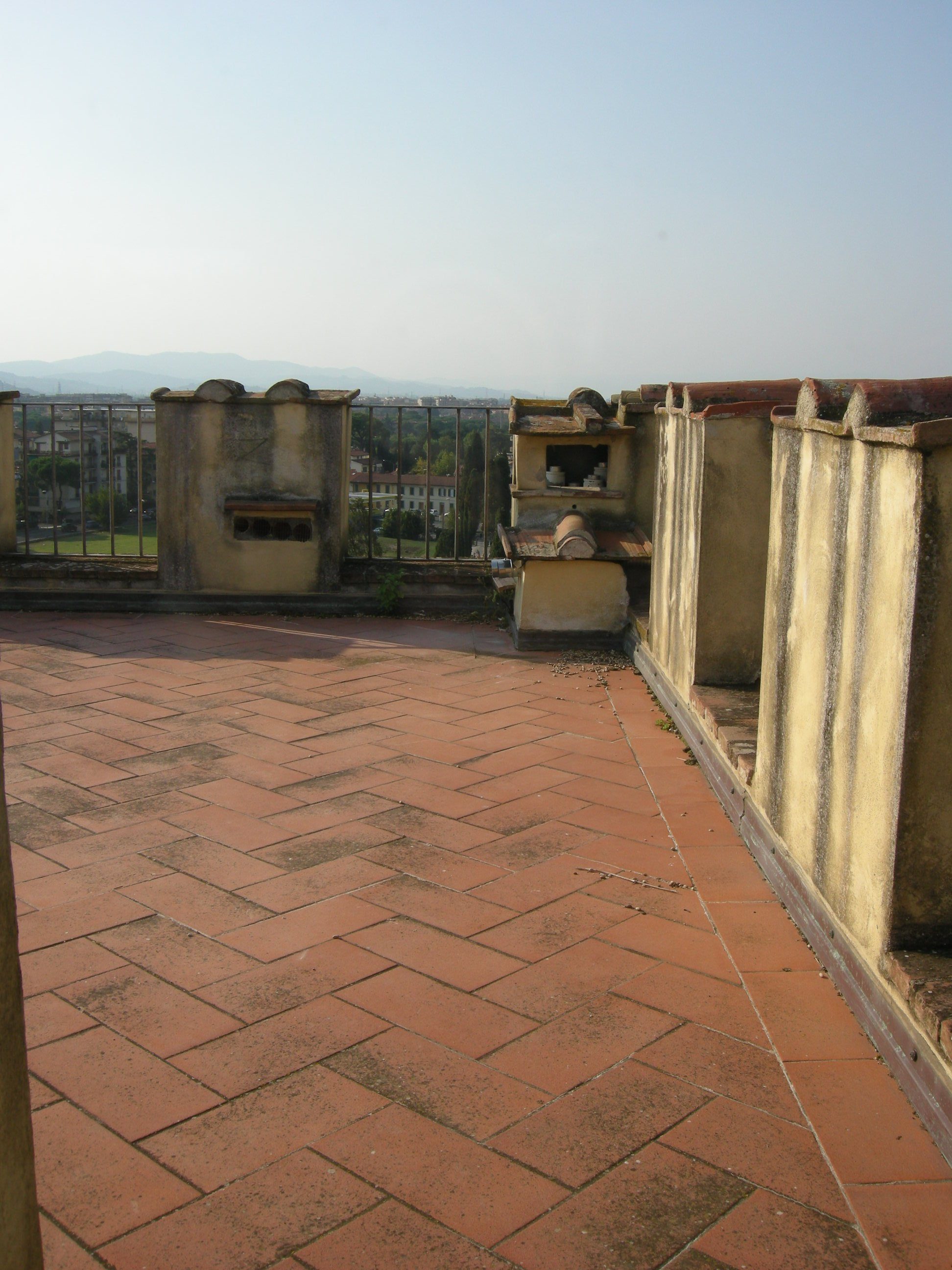
La terrazza sulla torre
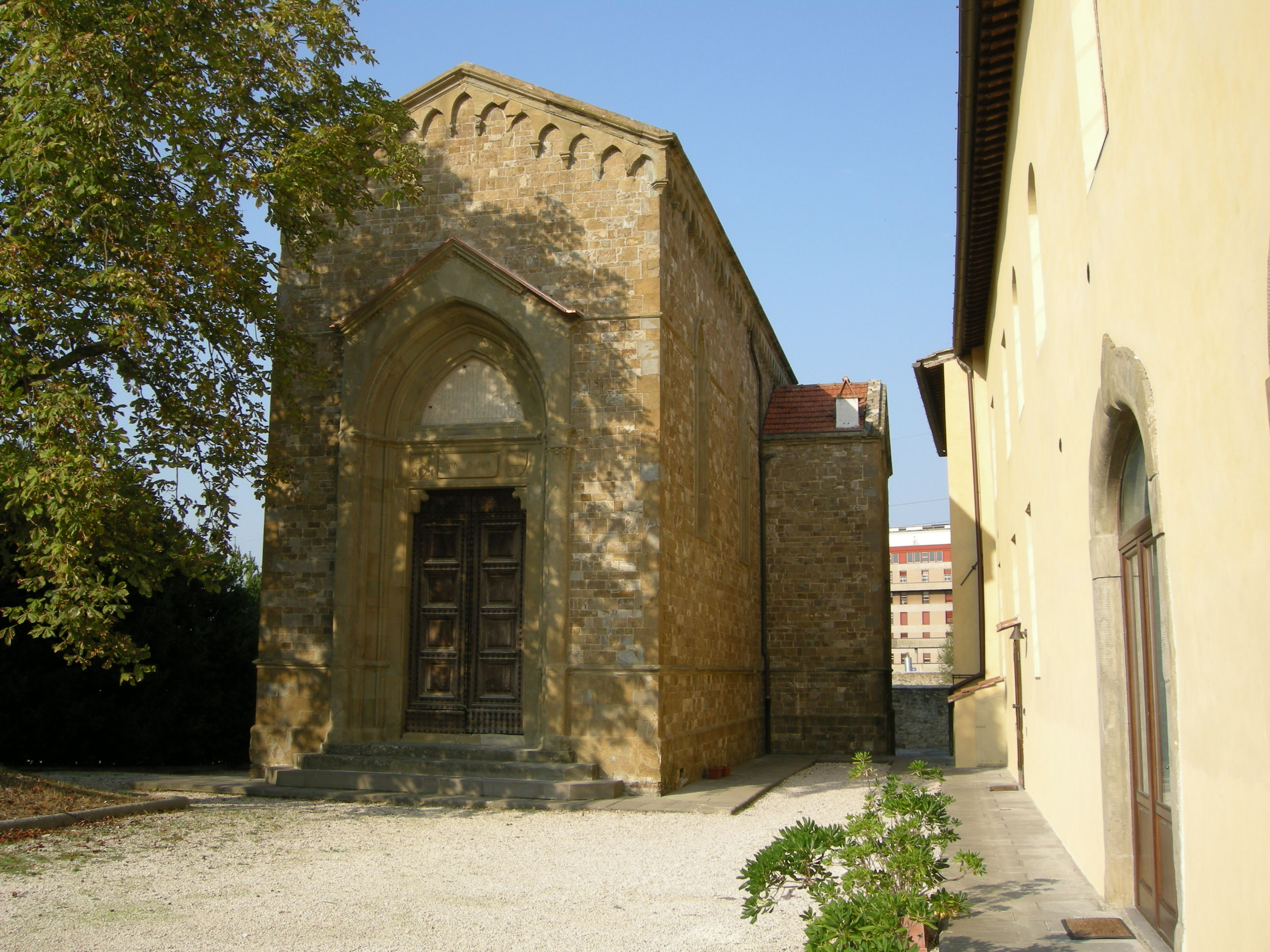
La cappella neogotica